# Người Phần Lan
Người Phần Lan (tiếng Phần Lan: suomalaiset, tiếng Thụy Điển: finnar) là một dân tộc Finn, cư dân bản địa của Phần Lan.
Người Phần Lan theo truyền thống có thể được chia làm nhiều phân nhóm nhỏ hơn, với phạm vi phân bố lan rộng đến các quốc gia xung quanh. Ngoài ra, một số nhóm có thể được xem như các dân tộc riêng biệt, chứ không phải phân nhóm người Phần Lan. Các nhóm này gồm có người Kven và người Phần Lan rừng ở Na Uy, người Tornedalia ở Thụy Điển, và người Phần Lan Ingria ở Nga.
Tiếng Phần Lan, ngôn ngữ của đa phần người Phần Lan, có quan hệ gần gũi với các ngôn ngữ Finn khác, bao gồm tiếng Estonia và tiếng Karelia. Ngữ tộc Finn là một phân nhóm củahệ ngôn ngữ Ural, một hệ ngôn ngữ cũng bao gồm Tiếng Hungary. Những ngôn ngữ này khác biệt một cách đáng kể so với các ngôn ngữ khác tại châu Âu (thuộc hệ ngôn ngữ Ấn-Âu). Người Phần Lan có thể được chia thành các heimo (tức bộ tộc) theo phương ngữ mà họ nói.
Ngày nay, có khoảng 6-7 triệu người dân tộc Phần Lan và con cháu của họ trên toàn thế giới, phần lớn họ sống ở Phần Lan và các nước xung quanh là Thụy Điển, Nga và Na Uy. Nhiều cộng đồng người Phần Lan ở hải ngoại đã được thiết lập ở các nước Châu Mỹ và Châu Đại Dương, với dân cư chủ yếu là người nhập cư tại Úc, Canada, New Zealand và Hoa Kỳ.

## Phân nhóm
Trung tâm Đăng ký Dân số duy trì thông tin về nơi sinh, quốc tịch và tiếng mẹ đẻ của những người sống ở Phần Lan, nhưng không phân loại cụ thể là người Phần Lan theo dân tộc.

### Người Finnic
Phần lớn những người sống ở Cộng hòa Phần Lan coi ngôn ngữ Phần Lan là ngôn ngữ đầu tiên của họ. Theo thống kê của Phần Lan, tổng dân số cả nước là 5.300,484 vào cuối năm 2007, 91,2% (hay 4,836,183) xem tiếng Phần Lan là ngôn ngữ bản địa của họ. Không biết có bao nhiêu người Phần Lan sống ở ngoài Phần Lan nói tiếng Phần Lan là ngôn ngữ đầu tiên của họ.
Ngoài những cư dân Phần Lan nói tiếng Phần Lan, Kvens (người gốc Phần Lan ở Na Uy), người Tornedalia (những người gốc Phần Lan ở cực bắc Thụy Điển) và những người Kareli ở tỉnh Finale Karelia và người Phần Lan Indria Luthar Tin Lành (Cả ở Tây Bắc Liên bang Nga), cũng như người nước ngoài Phần Lan ở các quốc gia, là người Finnic.
Người Phần Lan theo truyền thống được chia thành các nhóm nhỏ (heimot ở Phần Lan) dọc theo các dòng văn hoá địa phương, dialectical hoặc ethnographical. Những phân nhóm này bao gồm những người ở Phần Lan chuẩn varsinaissuomalaiset), Satakunta (satakuntalaiset), Tavastia (hämäläiset), Savo (savolaiset), Karelia (karjalaiset) và Ostrobothnia (pohjalaiset). Các tiểu nhóm này thể hiện bản sắc dân tộc của vùng với tần suất và ý nghĩa khác nhau.
Có một số phương ngữ khác nhau (murre s. Murteet pl. Tiếng Phần Lan) của tiếng Phần Lan được sử dụng ở Phần Lan, mặc dù sử dụng độc quyền của tiếng Phần Lan chuẩn (yleiskieli) -bên trong văn bản chính thức (kirjakieli) và nói giản dị hơn (Puhekieli) trong các trường học Phần Lan, trong các phương tiện truyền thông và trong văn hoá đại chúng, cùng với di cư trong nước và đô thị hoá, đã giảm đáng kể việc sử dụng các giống địa phương, đặc biệt là từ giữa thế kỷ 20. Về mặt lịch sử, có ba phương ngữ: Nam-Tây (Lounaismurteet), Tavastian (Hämeen murre), và Karelian (Karjalan murre). Các ngôn ngữ này và các ngôn ngữ láng giềng trộn lẫn với nhau theo những cách khác nhau khi dân chúng trải rộng ra, và phát triển thành vùng Nam Ostrobothnian (Etelä-pohjanmaan murre), Trung Ostrobothnian (Keski-Pohjanmaan murre), Northern Ostrobothnian (Pohjois-Pohjanmaan murre), Far- Bắc (Peräpohjolan murre), Savonian (Savon murre), và Đông Nam (Kaakkois-Suomen murteet) hay tiếng địa phương của Nam Karelian (Karjalan murre).

### Người Phần Lan Thụy Điển
Người Phần Lan Thụy Điển có nguồn gốc từ Thụy Điển hoặc đã di cư từ Phần Lan sang Thu Sweden Điển. Khoảng 450.000 người nhập cư thế hệ thứ nhất hoặc thứ hai từ Phần Lan sống ở Thụy Điển, trong đó khoảng một nửa nói tiếng Phần Lan. Phần lớn đã chuyển từ Phần Lan sang Thụy Điển sau Chiến tranh thế giới thứ hai, lợi dụng nền kinh tế Thụy Điển đang phát triển nhanh chóng. Sự di cư này đã đạt đến đỉnh cao vào năm 1970 và đã suy giảm kể từ đó. Ngoài ra còn có các nhóm thiểu số nói tiếng Phần Lan ở Thụy Điển, ví dụ: Tornedalingar (người Phần Lan Meänmaa) và người Phần Lan Dalecarlia. Tiếng Phần Lan có vị trí chính thức là một trong năm ngôn ngữ thiểu số ở Thụy Điển.

### Các nhóm khác
Thuật ngữ người Phần Lan cũng được sử dụng cho các dân tộc Finnic khác, bao gồm Izhorians ở Ingria, Karelians ở Karelia và Veps trong Veps National Volost, tất cả đều ở Nga. Trong số những nhóm này, người Kareli là người đông nhất, tiếp theo là người Ingrians. Theo cuộc điều tra dân số năm 2002, người Ingrians cũng hiểu rõ về bản sắc dân tộc Phần Lan, gọi họ là người Phần Lan Ingria.